# Església de San Agustín de Manila
L'església de San Agustín és una església catòlica situada dins de les muralles històriques de la ciutat de Manila, a la zona anomenada Intramuros. El 1976 el govern de les Filipines el declarà Monument Històric. Està inscrit a la llista del Patrimoni de la Humanitat de la UNESCO des del 1993.

## Història
Finalitzada en 1607 es tracta de l'església més antiga existent de les Filipines. Cap altre edifici més antic que l'església ha sobreviscut.
L'estructura actual és el tercer edifici agustí construït en el mateix solar. La primera església de Sant Agustí construïda al solar va ser la primera església construïda pels espanyols a l'illa de Luzon. Edificada amb bambú i nipa va ser conclosa el 1571 sent destruïda per un incendi el desembre de 1574 durant la invasió de Manila per les forces de Limahong. La segona església en el mateix solar va ser feta de fusta. L'edifici va ser destruït al febrer de 1583 per un incendi iniciat per una espelma situada sobre el fèretre del governador general de les Filipines Gonzalo Ronquillo de Peñalosa.
Els agustins van decidir reconstruir l'església usant pedra construint a més un monestir adjacent. El 1586 s'inicien les tasques de construcció amb el disseny de Juan Macías.
L'estructura va ser construïda usant pedres de tova tallada procedents de Meycauayan, Binangonan i Sant Mateu (Rizal). Els treballs es van desenvolupar de forma lenta a causa de la manca de fons i materials, així com l'escassetat d'artesans per treballar la pedra. El 1604 el monestir era ja operacional i el 19 de gener 1607 l'església va ser formalment inaugurada sota el nom de San Pablo de Manila. L'arquitecte Macías mort durant la construcció de l'església va ser nomenat oficialment constructor de l'església.
L'església de San Agustín va ser saquejada per les forces britàniques a l'ocupació de Manila el 1762 durant la guerra dels set anys. Suportà els importants terratrèmols que van sacsejar Manila el 1645, 1754, 1852, 1863 i 1880. El 1854, l'església va ser renovada sota la supervisió de l'arquitecte Luciano Oliverio. El 18 d'agost del 1898 va ser el lloc on el governador espanyol, el general Fermín Jaudenes, va preparar els termes per al lliurament de Manila als Estats Units d'Amèrica dins de la Guerra hispano-estatunidenca.
Durant l'ocupació japonesa de la Segona Guerra Mundial, l'església es va convertir en un camp de concentració per presoners. En els últims dies de la batalla de Manila centenars de residents i clergues de la zona d'intramurs van ser retinguts a l'església pels soldats japonesos sent executats molts d'ells durant les tres setmanes de conflicte. L'església va sobreviure al bombardeig d'intramuros per les forces americanes i filipines sent destruïda només el seu terrat, sent l'única de les set esglésies de la ciutat emmurallada que es va mantenir en peus. El monestir adjacent va ser destruït totalment sent reconstruït en els anys 70 com a museu acord al disseny de l'arquitecte Àngel Nakpil.

## Característiques
L'església de San Agustín mesura 67,15 metres de llarg i 24,93 metres d'ample. La seva fundació el·líptica ha permès que suporti els nombrosos terratrèmols que han destruït moltes altres esglésies de Manila. Es diu que el disseny va ser derivat de les esglésies agustines construïdes a Mèxic, i gairebé és una còpia exacta de la catedral de Puebla, Mèxic. La façana és modesta i fins i tot criticada com «no tenint tolerància i encant», però té apunts barrocs notables, especialment les talles adornades en les portes de fusta. El pati de l'església està decorat amb diverses escultures de granit mostrant lleons que havien estat esculpides per habitants xinesos convertits al catolicisme.
L'interior de l'església té forma de creu llatina.L'església té 14 capelles laterals i un sostre pintat amb la tècnica de l'artifici pintat el 1875 pels artistes italians César Alberoni i Juan Dibella. dalt a la sala del cor es troben els seients tallats a mà del segle xvii en fusta de molave, una bella i dura fusta tropical. L'església conté la tomba dels conqueridors espanyols Miguel López de Legazpi,Juan de Salcedo i Martín de Goiti, així com diversos dels primers governadors i arquebisbes espanyols. Els seus ossos s'enterren en una cambra cuirassada comunal prop de l'altar principal. El pintor Juan Lluna, i els estadistes Pedro Paterno i Trinitat Pardo de Tavera estan entre els centenars de personatges importants les restes es troben dins de l'església.
A l'església es troba la imatge de Nostra Senyora de la Consolació y Correa, la qual va ser canonitzada pel cardenal arquebisbe Jaime Sin el 2000.